# Villa Frigerj
Villa Frigerj è un edificio storico di Chieti, situato in Via Guido Costanzi. Attualmente ospita il Museo archeologico nazionale d'Abruzzo. È stata sede dell'Università degli Studi "Gabriele d'Annunzio".

## Storia
La costruzione dell'edificio iniziò intorno al 1830 per volontà del barone Ferrante Frigerj su progetto dall'architetto Enrico Riccio. La villa fu edificata secondo i dettami del neoclassicismo, includendo successivi elementi propri dello stile liberty. 

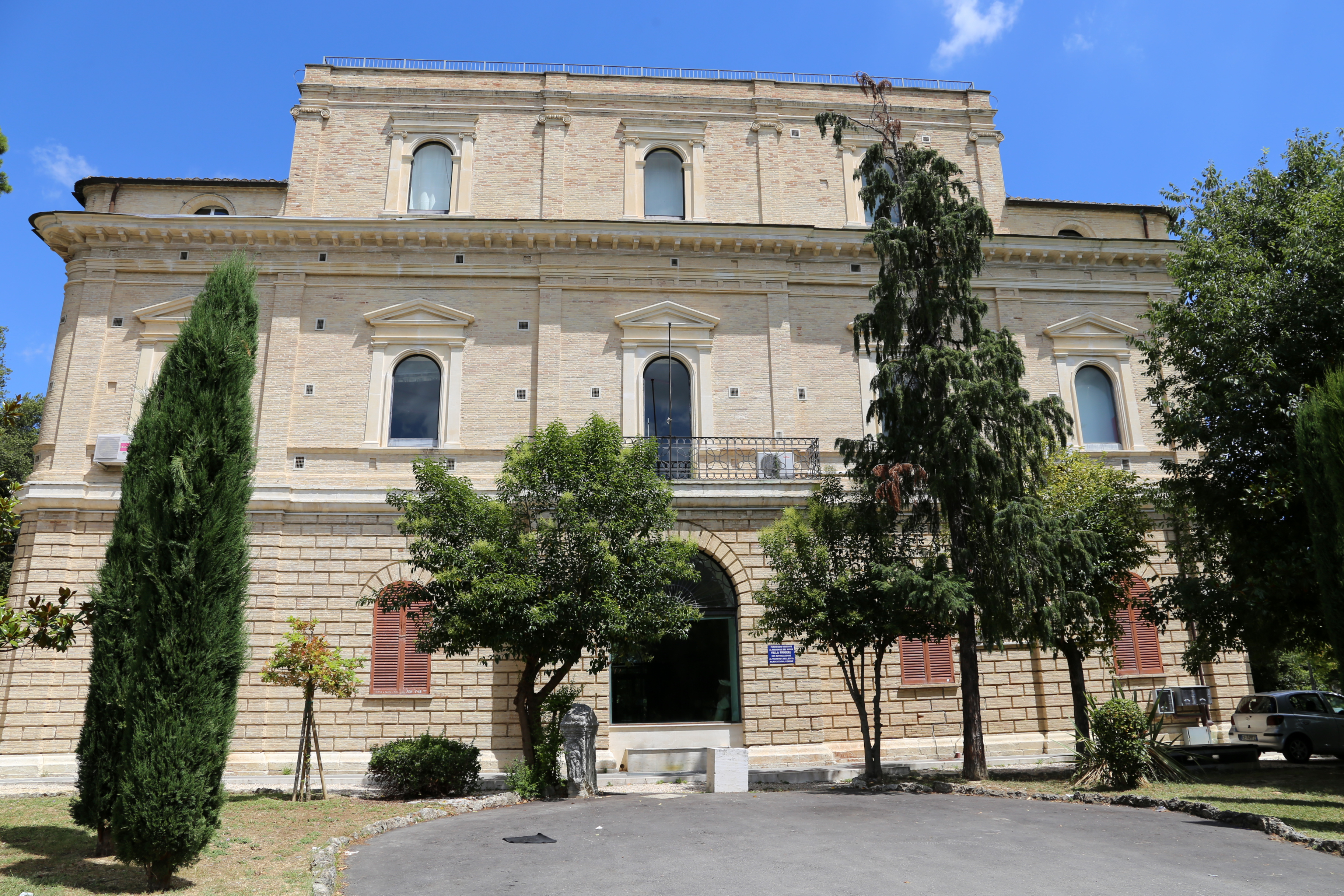
Prospettiva frontale della villa con ingresso al museo

Situato all'interno di un terreno agricolo appartenente in origine alla famiglia Frigerj, la villa fu costruita all'esterno delle mura cittadine, nei pressi di Porta Sant'Andrea, in una zona originariamente proprietà dello storico monastero di Sant'Andrea dei frati Osservanti, attuale ex ospedale militare con caserma Bucciante.
Nel 1861 poco dopo l'unità d'Italia, la villa del Barone fu la prima sede dell'Istituto Tecnico Commerciale Regio, poi trasferito in una sede più moderna a poca distanza e dedicato all'economista tearino Ferdinando Galliani.
Il parco di Villa Frigerj include una serie di strutture architettoniche come sentieri nascosti, un belvedere verso la Maiella, un laghetto artificiale circoscritto alla statua di Nettuno, il Monumento ai caduti e una serie di busti dedicati ai personaggi illustri di Chieti.
Dopo la seconda guerra mondiale, la villa fu ceduta dal comune al demanio, e, nel 1959, per volere dell'allora soprintendente Valerio Cianfarani, divenne sede del Museo archeologico nazionale d'Abruzzo, inaugurato alla presenza del Presidente della repubblica Giovanni Gronchi. In seguito alla fondazione dell'Università degli Studi "Gabriele d'Annunzio" nel 1960, Villa Frigerj ospitò le prime facoltà istituite dell'ateneo, trasferite successivamente presso il campus universitario di Madonna delle Piane.

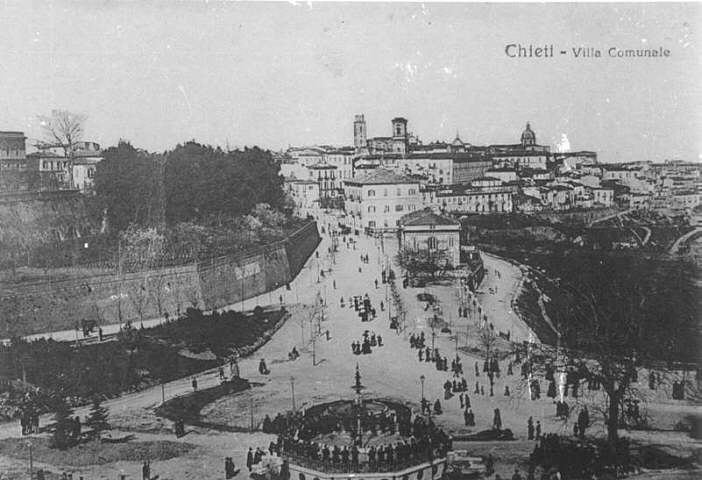
Fotografia storica di Chieti a volo d'uccello, la villa comunale vista dal palazzo del Barone Frigerj

Nel 1984 Villa Frigerj ha subito una ristrutturazione — dovuta all'acquisizione di nuovi reperti museali e alle numerose donazioni da privati — che ha portato all'allestimento attuale. L'ultima riorganizzazione dell'allestimento del Museo archeologico nazionale risale al 2011, su progetto di Mimmo Paladino, che ha ricostruito una stanza dedicata al guerriero di Capestrano.

## Architettura
La villa ha impianto rettangolare, diviso in due piani, poi la mansarda centrale a torretta con tetto spiovente. La facciata è rivolta verso il parco comunale, con il livello base rivestito in bugnato liscio, portale a tutto sesto rivestito da cornice, e un ordine regolare di aperture, che si ripete anche sul retro.
Oltre la cornice marcapiamo, il secondo settore è decorato da un ordine di finestre archirravate a timpano triangolare. L'interno, riadattaro per ospitare il Museo archeologico nazionale, ha una grande salone corridoio voltato a botte, e una seconda sala minore sulla destra, dove si conservano le teche con la collezione dei corredi funebri. Sempre sulla destra si accede al secondo piano attraverso uno scalone monumentale, l'ambiente è ornato da un soffitto a calotta con lacunari regolari.

## Il giardino comunale monumentale

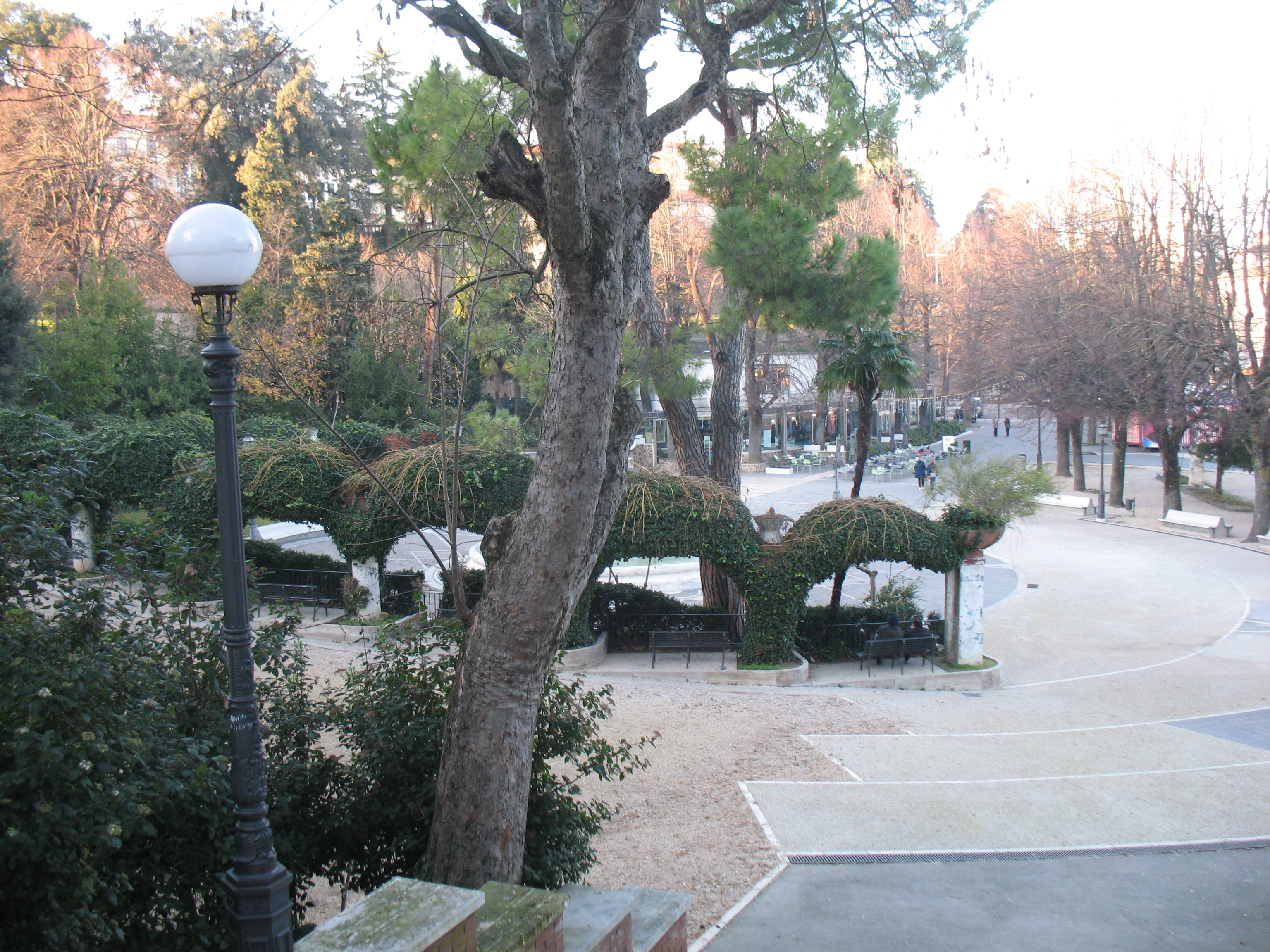
La villa, piazza Mazzini
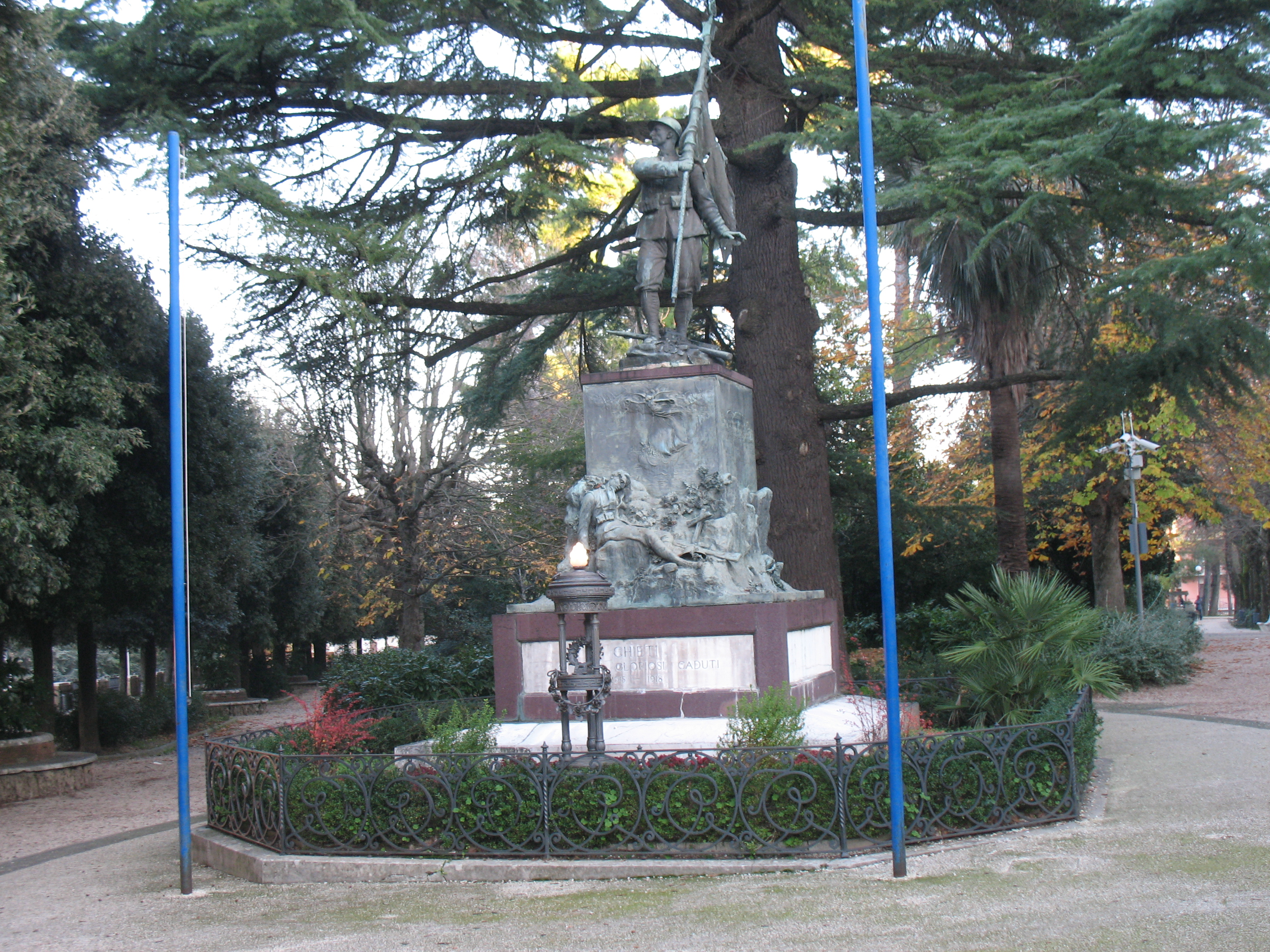
Monumento ai caduti della Grande Guerra
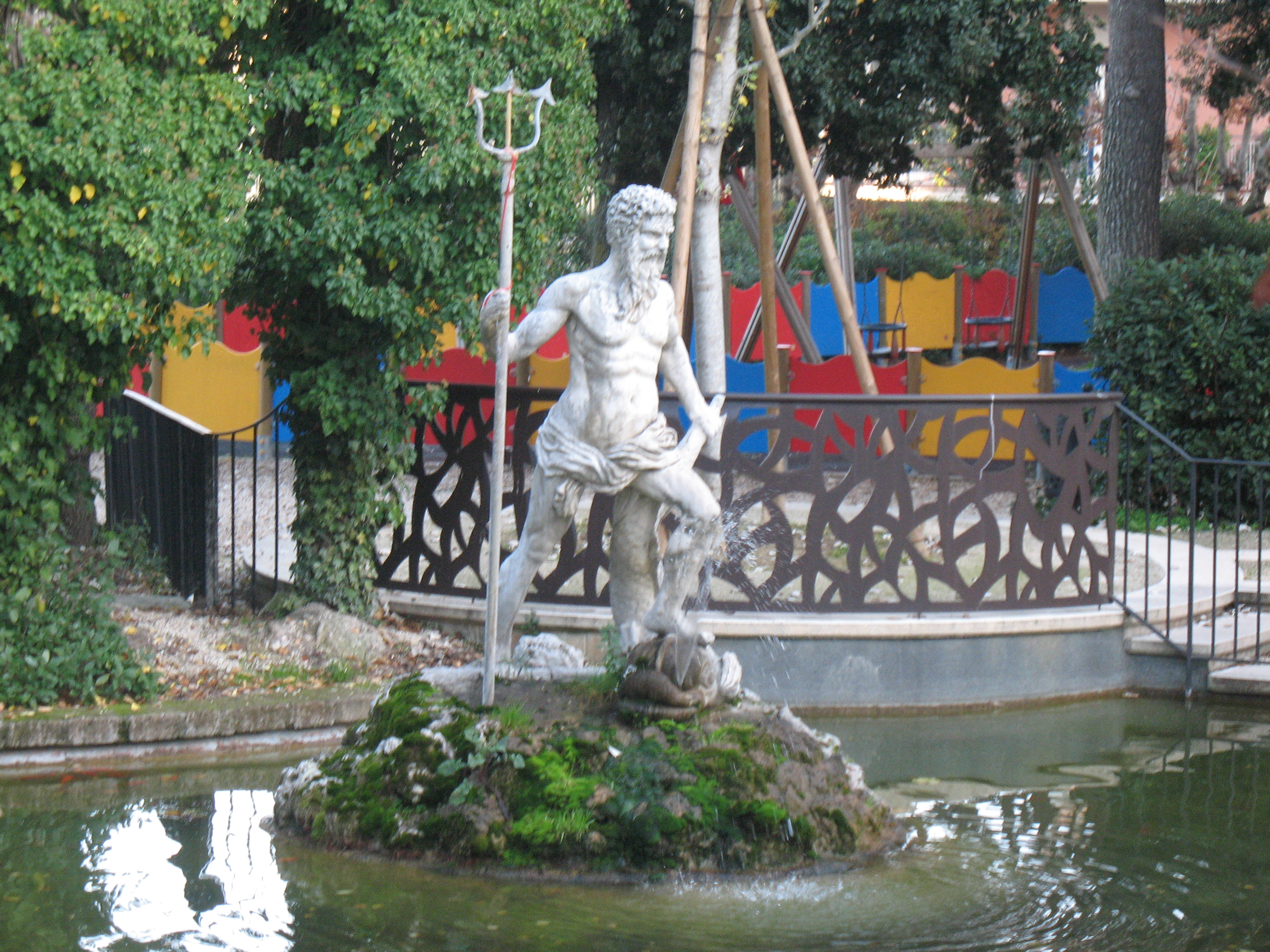
Laghetto artificiale, la statua di Nettuno
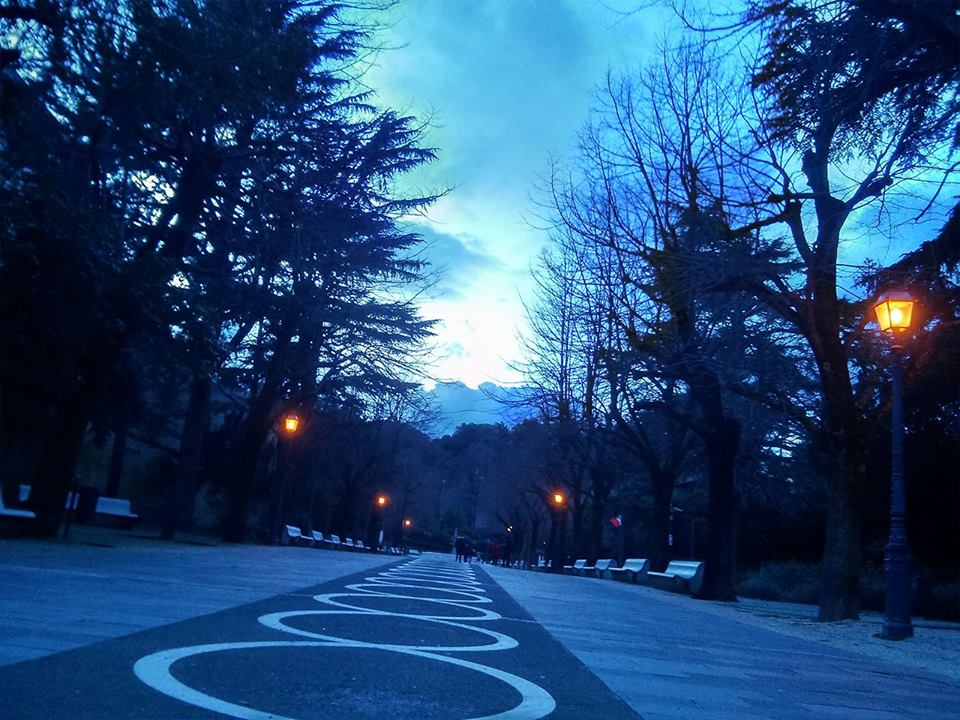
Panoramica del viale della villa
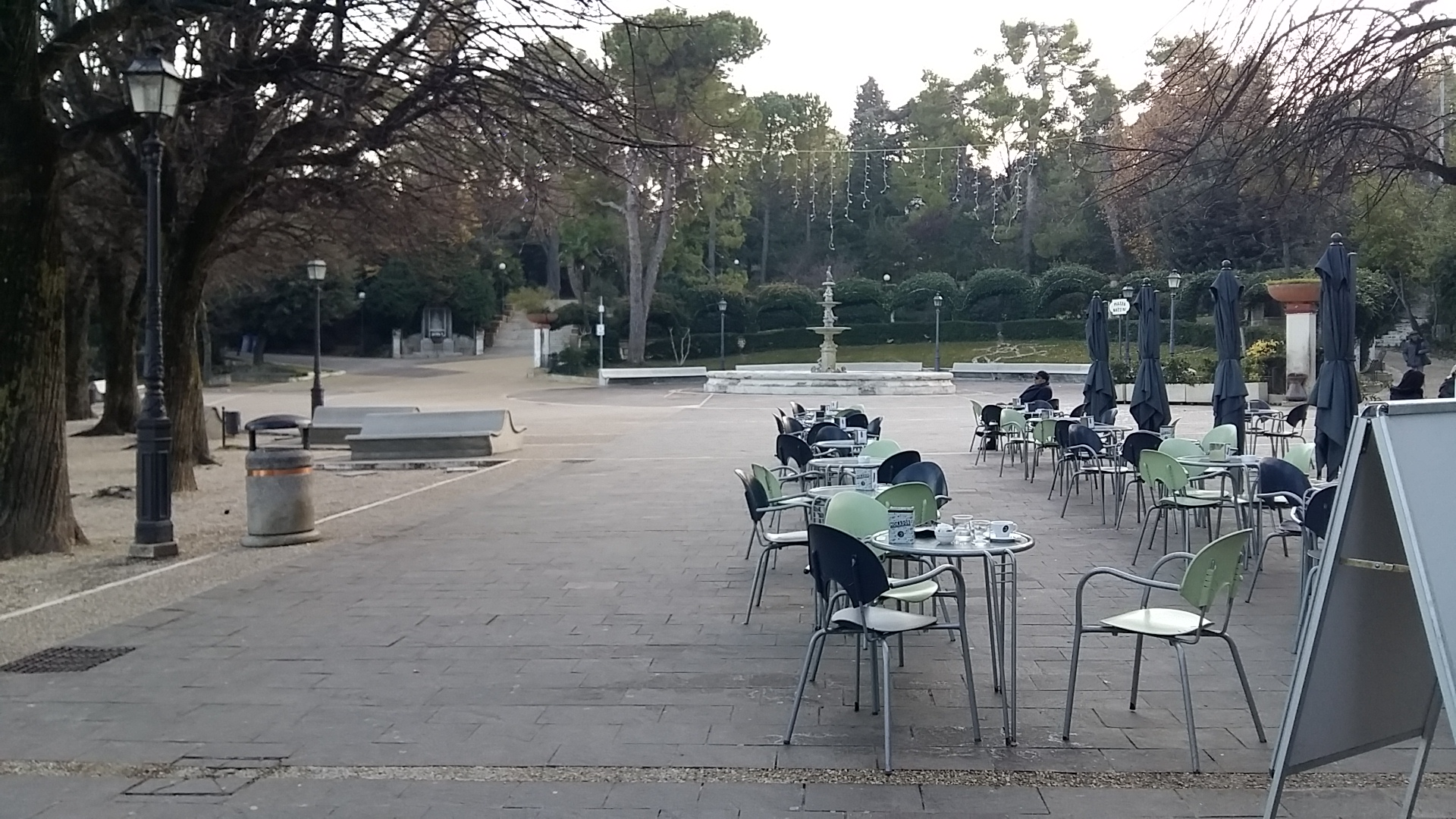
la villa, piazza Mazzini, zona Casina dei Tigli

La villa pubblica di Chieti è stata realizzata per volere del Barone Ferrante Frigerj, suo proprietario, nel 1853, per essere completata alla fine di questo secolo. La storica area era il campo del quartiere Sant'Andrea, dal nome del convento dei Frati Zoccolanti oppure "Osservanti" (XV secolo), poi soppresso con le leggi napoleoniche e destinato ad ospedale militare della Caserma Bucciante, attualmente in disuso.
La villa è stata decorata infine con la monumentale fontana in ghisa comprata all'Esposizione Nazionale di Parigi nel 1891, situata dapprima in piazza San Giustino, e poi nel Parco. La Villa è una delle più grandi d'Abruzzo, occupa l'intero colle situato sotto il rione Sant'Andrea, delimitato da via Nicoletto Vernia, via Luigi di Savoia, via XXIV Maggio, via della Liberazione e infine viale IV Novembre, che attraversa nel cuore il parco, arrivando in piazza Giuseppe Mazzini, con la fontana monumentale.
La villa è composta da più livelli terrazzati, la parte più a monte, vicino al museo della Villa Frigerj, è composta da un giardino all'italiana da un lato ed una piccola foresta dall'altro; nel terrazzamento intermedio giardino all'italiana ed una fontana monumentale, a valle le passeggiate tra il verde ed i laghetti illuminati, con camminamenti e ponti di pietra, ed una piccola penisola per mini spettacoli circondati dall'acqua.
Il percorso parte dal piazzale Trento e Trieste o della chiesa della Trinità, dove ci sono i tre ingressi dell'ex Palazzo OND,  cioè la sede del Museo universitario di scienze biomediche, il viale IV Novembre e infine l'accesso a villa Nolli, il Seminario pontificio regionale "San Pio X".
Al centro della villa, seguendo il viale IV Novembre, c'è il piazzale Mazzini con la fontana monumentale in ghisa, e gli archetti con panchine che fanno mostra di fronte all'ingresso principale. Lungo il viale si trova anche il Monumento ai Caduti della Guerra 1915-18, realizzato dallo scultore Pietro Canonica ed inaugurato il 19 giugno 1924. La villa è adiacente ad altre due grandi zone verdi, recintate, l'area dell'ex ospedale militare della Bucciante, e quella del Pontificio seminario regionale san Pio X.
Vi si trovano inoltre un parco giochi, un campo sportivo multiuso attualmente dimesso, un viale monumentale con la Casina dei Tigli, storica zona rinfreschi, e un complesso di busti di illustri personaggi teatini, come Giovanni Chiarini, altre due fontane in ghisa a imitazione di quella di Piazza Mazzini, e il complesso razionalista del 1937 del Villaggio del Fanciullo, storica sede preuniversitaria per gli studi, attualmente proprietà della Curia arcivescovile di Chieti, e necessitante di un urgente recupero .
La Villa comunale di Chieti è stata insignita del riconoscimento di "meraviglia italiana" dal Forum nazionale dei giovani, partner della Presidenza del Consiglio dei ministri, della European Youth Forum e dell'Agenzia nazionale per i giovani.